# Nokia Lumia 520
Nokia Lumia 520 este un smartphone c reat de Nokia care rulează sistemul de operare Windows Phone 8.
Se poate face upgrade la Windows Phone 8.1. Upgrade-ul se face OTA, este destul de greoi iar ulterior sunt necesare update-uri la toate aplicațiile instalate.
Nokia Lumia 520 a fost anunțat la Mobile World Congress în 2013 alături de Nokia 720. Este disponibil în culorile cyan, roșu, negru, galben și alb. Din cauza memoriei limitate pe acest telefon, anumite aplicații și caracteristici nu va fi capabil să ruleze. Dispozitivul nu suportă încărcarea prin inducanță electromagnetică. Lumia 520 are un chipset Qualcomm Snapdragon S4 MSM8227 care include un procesor de 1.0 GHz dual-core Krait, precum și un GPU Adreno 305 și memorie de 512 MB de RAM.
Toate butoanele fizice sunt plasate pe partea dreaptă, butoane de control al volumului de pe partea de sus, împreună cu butonul de pornire / Sleep / Wake și butonul dedicat pentru camera foto este amplasat mai jos.
Ecranul este de 4 inchi LCD IPS care nu este acoperit cu un strat ClearBack. Ecranul de 4 inch este un panou de 24 biți care suportă rezoluția de 480 x 800 pixeli.
Camera este de 5 megapixeli cu lentile f/2.4, dar nu are bliț și nici cameră frontală.
Lumia 520 dispune de o baterie 
```
1430 mAh, care oferă 5,3 
```

.